# Blasticorhinus aurantiaca
Blasticorhinus aurantiaca là một loài bướm đêm trong họ Noctuidae.